# Kevin Maggs
Pour les articles homonymes, voir Maggs.
Pas d'image ? Cliquez ici

a Compétitions nationales et continentales officielles uniquement.

b Matchs officiels uniquement.
Dernière mise à jour le 15 août 2015.
Kevin Michael Maggs est né le 3 juin 1974 à Bristol (Angleterre). C’est un joueur de rugby à XV, qui joue avec l'équipe d'Irlande depuis 1997, évoluant au poste de trois-quarts centre (1,80 m).
Il a joué avec la province de l'Ulster en Coupe d'Europe (6 matchs en 2004-05) et dans la Ligue Celtique.

## Carrière

### En club
- 1996-1999 : Bristol Rugby  Angleterre
- 1999-2004 : Bath Rugby  Angleterre
- 2004-2007 : Ulster  Irlande
- 2007-2009 : Bristol Rugby  Angleterre

### En équipe nationale
Il a eu sa première cape internationale le 15 novembre 1997, à l’occasion d’un match contre l'équipe de Nouvelle-Zélande. 
Il participe au Tournoi des cinq/six nations depuis 1998.
Maggs a disputé les coupes du monde 1999 (3 matchs disputés) et coupes du monde 2003 (5 matchs joués).

## Palmarès
(Au 30.06.06)
- 70 sélections
- 15 essais
- 75 points
- Sélections par année : 3 en 1997, 9 en 1998, 11 en 1999, 5 en 2000, 8 en 2001, 9 en 2002, 13 en 2003, 8 en 2004 et 4 en 2005
- Tournois des cinq/six nations disputés : 1998, 1999, 2000, 2001, 2002, 2003, 2004, 2005
- Participation aux coupes du monde 1999 (3 matchs, 3 comme titulaire) et 2003 (5 matchs, 5 comme titulaire).